# Назар Стодоля (фильм, 1936)
«Назар Стодоля» — советский художественный фильм, первая экранизация одноимённого произведения Тараса Шевченко.

## Сюжет
Первая половина XVII века. Крестьянина Назара Стодолю, приговорённого польским магнатом Халецким к смерти, спасает его друг Гнат. Назар и Гнат попадают в имение украинского сотника Кичатого. Сотник, пригласив священника, уговаривает беглецов подписать бумагу о том, что они добровольно приписались к имению Кичатого. Гнат отказывается, а Назар, влюбившийся в дочь хозяина Галю, не раздумывая ставит подпись и снова попадает в кабалу крепостничества. Вскоре Гнат возглавил народную борьбу с угнетателями. К восставшим присоединяются Назар и Галя…

## В ролях
- Александр Сердюк — Назар Стодоля
- Амвросий Бучма — Фома Кичатый, сотник
- Александра Васильева — Галя
- Николай Пишванов — Гнат
- Матвей Ляров — полковник
- Наталья Ужвий — Стеха
- Николай Надемский — пан Халецкий
- Гнат Хоткевич — Кирик, слепой бандурист

## Съёмочная группа
- Автор сценария: Иван Кулик
- Режиссёры: Георгий Тасин
- Оператор: Бельский Михаил Борисович

## Технические данные
- Чёрно-белый, звуковой (mono)